# Antrim (New Hampshire)
Antrim – miasto w Stanach Zjednoczonych, w stanie New Hampshire, w hrabstwie Hillsborough.